# Morris Almond
Pour les articles homonymes, voir Almond.
Morris Almond, né le 2 février 1985 à Dalton (Géorgie), est un ancien joueur de basket-ball américain.

## Carrière

### Lycée et université
Morris Almond va au lycée de McEachern High School à Powder Springs en Géorgie. 
En 2003, il rejoint l'équipe universitaire des Owls de Rice avec qui il joue jusqu'en 2007. En 2005, il marque en moyenne 7,3 points par match. Il fait une grosse progression en 2006 avec une moyenne de 21,9 points par match.

### En club
Morris Almond est drafté en 25e position par les Jazz de l'Utah lors de la Draft 2007 de la NBA.
Il participe à la NBA Summer League 2007 avec les Jazz. Durant la saison 2007-2008, il joue 9 matches NBA pour une moyenne de 1,4 points par match et lors de la saison 2008-2009, il joue 25 matches NBA pour une moyenne de 3,7 points par match. Il participe également à la NBA Summer League 2008 avec les Jazz. Entre 2007 et 2009, il est assigné à plusieurs reprises en D-League avec les Flash de l'Utah.
Le 18 septembre 2009, il signe avec le Magic d'Orlando. Il est coupé par la franchise de Floride le 21 octobre 2009, juste avant le début de la saison régulière. Il va finalement commencer la saison 2009-2010 avec l'Armor de Springfield en D-League avec qui il joue 22 matches pour une moyenne de 26,8 points et 5,2 rebonds par match. Puis il rejoint les Red Claws du Maine, toujours en D-League, où il joue 20 matches pour une moyenne de 22,3 points et 5,3 rebonds par match. En avril 2010, il part en Europe et rejoint le Real Madrid pour un contrat de 3 ans avec le club espagnol avec qui il termine la saison 2009-2010.
En juillet 2010, il quitte l'Espagne et rejoint le club italien du Scavolini Pesaro pour la saison 2010-2011 du championnat italien.
Il commence la saison 2011-2012 en Ukraine avec l'équipe du BK Tcherkassy Mavpy. En janvier 2012, il retourne en D-League avec les Red Claws du Maine. Le 16 avril 2012, il s'engage en NBA avec les Wizards de Washington jusqu'à la fin de la saison 2011-2012.
En août 2012, il s'engage pour une saison dans le championnat serbe avec l'Etoile Rouge de Belgrade. En décembre 2012, il revient en D-League avec les Red Claws mais il est envoyé immédiatement chez les Energy de l'Iowa. Le 30 janvier 2013, il est échangé avec Mike Taylor en échange de Jarrid Famous et un 1er tour de draft avec le D-Fenders de Los Angeles.
Morris Almond prend sa retraite sportive en 2013 et fonde Almond Athletics.

## Clubs successifs
- 2003-2007 :  Owls de Rice (NCAA)
- 2007-2009 :  Jazz de l'Utah (NBA)
- 2007-2009 :  Flash de l'Utah (D-League)
- 2009-2010 :  Armor de Springfield (D-League)
- 2010 :  Red Claws du Maine (D-League)
- 2010 :  Real Madrid (Liga ACB)
- 2010-2011 :  Scavolini Pesaro (Lega Basket Serie A)
- 2011 :  BK Tcherkassy Mavpy (Superleague)
- 2012 :  Red Claws du Maine (D-League)
- 2012 :  Wizards de Washington (NBA)
- 2012 :  Etoile Rouge de Belgrade (KLS)
- 2012-2013 :  Energy de l'Iowa (D-League)
- 2013 :  D-Fenders de Los Angeles (D-League)

## Statistiques

### En NBA
| Saisons   | Equipe     | Matchs | Titul. | Min./m | % Tir | % 3 pts | % LF | Rbds/m. | Pass./m. | Int./m. | Ctr./m. | Pts/m. |
| --------- | ---------- | ------ | ------ | ------ | ----- | ------- | ---- | ------- | -------- | ------- | ------- | ------ |
| 2007-2008 | Utah       | 9      | 0      | 4,3    | 26,7  | 25,0    | 66,7 | 0,2     | 0,3      | 0,1     | 0       | 1,4    |
| 2008-2009 | Utah       | 25     | 1      | 10,2   | 40,7  | 29,4    | 80,8 | 1,4     | 0,3      | 0,2     | 0,2     | 3,7    |
| 2011-2012 | Washington | 4      | 0      | 16,8   | 35,3  | 33,3    | 33,3 | 2,0     | 0,5      | 1,8     | 0       | 3,5    |
| Total     | Total      | 38     | 1      | 9,5    | 38,1  | 29,2    | 74,3 | 1,2     | 0,3      | 0,3     | 0,1     | 3,1    |

### En D-League
| Saisons   | Equipe      | Matchs | Titul. | Min./m | % Tir | % 3 pts | % LF | Rbds/m. | Pass./m. | Int./m. | Ctr./m. | Pts/m. |
| --------- | ----------- | ------ | ------ | ------ | ----- | ------- | ---- | ------- | -------- | ------- | ------- | ------ |
| 2007-2008 | Utah        | 34     | 31     | 37,1   | 44,6  | 35,4    | 83,3 | 3,6     | 1,6      | 0,9     | 0,5     | 25,6   |
| 2008-2009 | Utah        | 14     | 13     | 31,6   | 52,1  | 40,7    | 81,5 | 3,9     | 1,0      | 0,5     | 0,2     | 23,9   |
| 2009-2010 | Springfield | 22     | 20     | 40,7   | 49,6  | 37,3    | 83,8 | 5,2     | 1,5      | 0,8     | 0       | 26,8   |
| 2009-2010 | Maine       | 20     | 19     | 35,9   | 51,6  | 38,9    | 77,1 | 5,3     | 2,0      | 1,0     | 0,2     | 22,3   |
| 2011-2012 | Maine       | 29     | 28     | 37,9   | 54,3  | 46,4    | 79,4 | 6,0     | 1,4      | 0,8     | 0,3     | 23,4   |
| 2012-2013 | Iowa        | 18     | 17     | 34,8   | 45,9  | 35,2    | 86,2 | 3,8     | 0,9      | 0,9     | 0,4     | 19,5   |
| 2012-2013 | Los Angeles | 26     | 18     | 32,2   | 53,3  | 38,6    | 70,4 | 2,8     | 1,3      | 0,7     | 0,2     | 16,5   |
| Total     | Total       | 163    | 146    | 36,1   | 49,6  | 38,4    | 80,8 | 4,4     | 1,4      | 0,8     | 0,3     | 22,7   |

### En Europe
| Saisons   | Equipe                   | Matchs | Min./m | % Tir | % 3 pts | % LF | Rbds/m. | Pass./m. | Int./m. | Ctr./m. | Pts/m. |
| --------- | ------------------------ | ------ | ------ | ----- | ------- | ---- | ------- | -------- | ------- | ------- | ------ |
| 2009-2010 | Real Madrid              | 5      | 20,6   | 30,4  | 45,5    | 83,3 | 1,8     | 0,6      | 1,0     | 0,0     | 4,8    |
| 2010-2011 | Scavolini Pesaro         | 30     | 23,4   | 40,7  | 36,8    | 80,3 | 2,7     | 0,3      | 1,1     | 0,1     | 8,5    |
| 2011-2012 | BK Tcherkassy            | 5      | 27,8   | 35,1  | 0,0     | 86,7 | 4,2     | 2,2      | 1,2     | 0,8     | 10,6   |
| 2012-2013 | Etoile Rouge de Belgrade | 5      | 18,4   | 39,3  | 38,5    | 60,0 | 3,0     | 0,2      | 0,4     | 0,6     | 6,0    |
| Total     | Total                    | 45     | 23,0   | 38,8  | 33,9    | 79,1 | 2,8     | 0,5      | 1,0     | 0,2     | 8,0    |